# Hans Günter Zekl

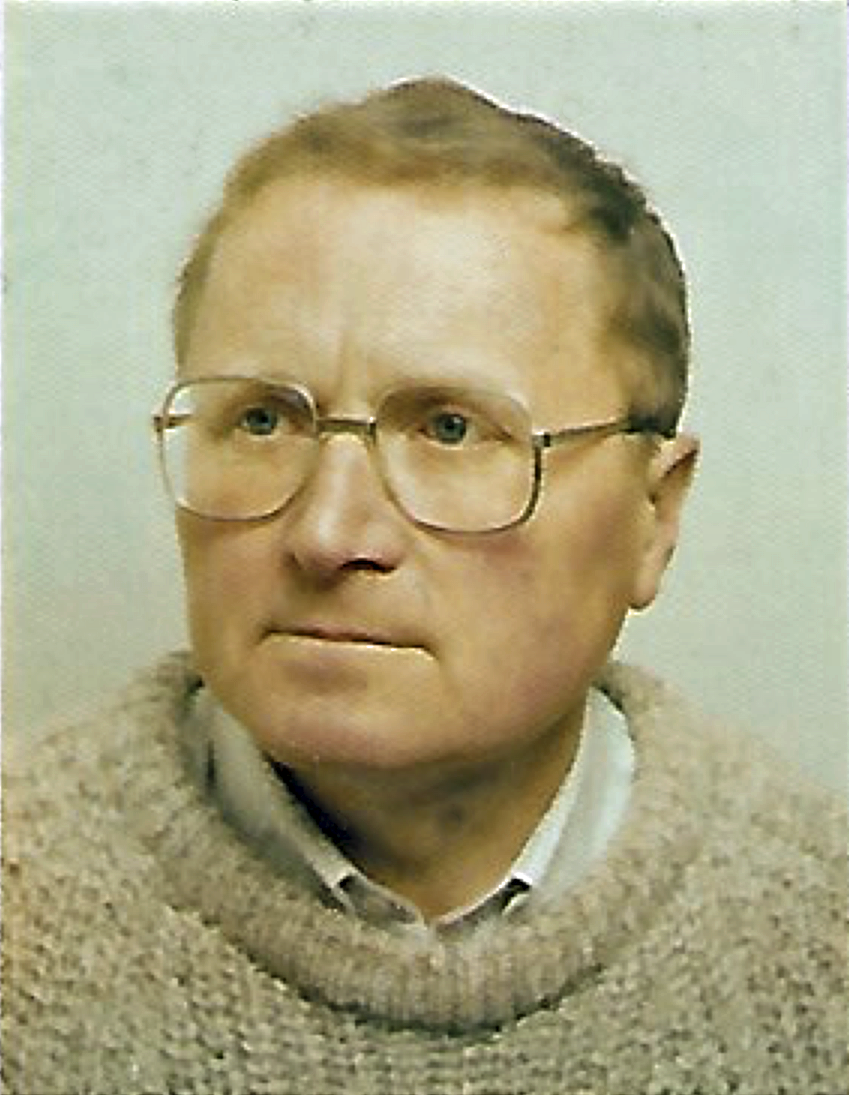
Hans Günter Zekl, 1992

Hans Günter Zekl (* 22. Januar 1939 in Troppau; † 15. April 2016 in Korbach) war ein deutscher Klassischer Philologe, Philosophiehistoriker, Übersetzer und Gymnasiallehrer.

## Leben
Geboren in Troppau im Sudetenland, wohnte er seit 1948 in Korbach, wo er 1959 sein Abitur ablegte. Das Studium der Klassischen Philologie und Philosophie in Marburg und München schloss er 1964 mit dem 1. Staatsexamen ab und war anschließend wissenschaftlicher Mitarbeiter an der Universität Marburg. Zekl wurde 1968 mit einer Dissertation über Platons Dialog Parmenides an der Universität Marburg promoviert. Von 1969 bis 1972 war er Stipendiat der Deutschen Forschungsgemeinschaft. Von 1972 bis 2003 unterrichtete er Latein und Ethik an einem Gymnasium. Darüber hinaus arbeitete er als Herausgeber, Übersetzer und Interpret philosophischer Texte der griechischen und römischen Antike sowie der frühen Neuzeit, wiederholt in Zusammenarbeit mit dem Marburger Kant-Forscher Klaus Reich (Platon: Timaios; Aristoteles: Organon, Physik, Metaphysik; Cicero; Diogenes Laertios; Porphyrios; Proklos; Martianus Capella; Nicolaus Copernicus; Petrus Ramus; Rudolph Goclenius, von dem er drei akademische Festreden wieder aufgefunden hat; René Descartes). Im Jahr 1990 legte er eine umfangreiche Untersuchung zur aristotelischen Lehre vom Raum vor.

## Schriften (Auswahl)

### Monographien
- Der Parmenides. Untersuchungen über innere Einheit, Zielsetzung und begriffliches Verfahren eines platonischen Dialogs. N. G. Elwert, Marburg/Lahn 1971 (= Diss. Marburg 1968).
- Topos. Die aristotelische Lehre vom Raum. Eine Interpretation von Physik, D 1–5. Meiner, Hamburg 1990 (Paradeigmata, 10), ISBN 978-3-7873-0916-0, Auszüge online, vgl. auch ders., Art. Raum I. Griechische Antike, in: HWPh, Bd. 8, 1992, 67–82.

### Übersetzungen
- Aristoteles: Topik. Über die sophistischen Widerlegungsschlüsse (Organon, Band 1). Griechisch-Deutsch. Hamburg, 1997 (Philosophische Bibliothek, Bd. 492). – Rezension von Friedemann Buddensiek, Archiv für Geschichte der Philosophie 81, 1999, 334–338.
- Aristoteles: Kategorien, Hermeneutik oder vom sprachlichen Ausdruck  (Organon, Band 2). Meiner, Hamburg 1998 (Philosophische Bibliothek, Bd. 493), ISBN 3-7873-1313-3. – Rezension von Hermann Weidemann, Ein gelungener Versuch der Quadratur des Zirkels? Zu H. G. Zekls Neubearbeitung des Aristotelischen Organons, in: Archiv für Geschichte der Philosophie 83, 2000, 90–99.
- Aristoteles: Erste Analytik (Organon, Band 3). Meiner, Hamburg 1998 (Philosophische Bibliothek, Bd. 494).
- Aristoteles: Zweite Analytik (Organon, Band 4). Meiner, Hamburg 1998 (Philosophische Bibliothek, Bd. 495). – Rezension zur Übersetzung beider Analytiken: Hermann Weidemann, Originalfassung mit deutschen Untertiteln. Das Aristotelische Organon unter der Regie von H. G. Zekl, in: Zeitschrift für philosophische Forschung 53, 1999, 602–610.
- Aristoteles: Physik. Vorlesung über Natur. Erster Halbband: Bücher I – IV. Griechisch–deutsch. Meiner, Hamburg, 1987 (Philosophische Bibliothek, Bd. 380).
- Aristoteles: Physik. Vorlesung über Natur. Zweiter Halbband: Bücher  V-VIII. Griechisch–deutsch. Meiner, Hamburg, 1988 (Philosophische Bibliothek, Bd. 381).
- Aristoteles: Metaphysik. Königshausen & Neumann, Würzburg 2003, ISBN 978-3-8260-2555-6.
- Marcus Tullius Cicero: Gedanken über Tod und Unsterblichkeit. Somnium Scipionis, Tusculanae Disputationes, Cato Maior. Lateinisch-deutsch. Übersetzung, Einleitung und Anmerkungen von Klaus Reich, Hans Günter Zekl, Klaus Bringmann. Meiner, Hamburg 1969 (Philosophische Bibliothek, Bd. 273).
- Marcus Tullius Cicero: Topik. Lateinisch-Deutsch. Meiner, Hamburg 1983 (Philosophische Bibliothek, Bd. 356).
- René Descartes: Meditationen über die Grundlagen der Philosophie – Meditationes de prima philosophia. Lateinisch–deutsch. Herausgegeben von Lüder Gäbe, durchgesehen von Hans Günter Zekl. Meiner, Hamburg 1977 (Philosophische Bibliothek, Bd. 250a),  ISBN 978-3-7873-0265-9.
- René Descartes: Regulae ad directionem ingenii. Lateinisch–deutsch. Übersetzt und herausgegeben von Heinrich Springmeyer, Lüder Gäbe und Hans Günter Zekl. Meiner, Hamburg 1993, ISBN 978-3-7873-0265-9.
- Diogenes Laertius: X. Buch. Epikur. Herausgegeben von Klaus Reich und Hans Günter Zekl, übersetzt von Otto Apelt. Meiner, Hamburg 1968.
- Diogenes Laertius: Leben und Meinungen berühmter Philosophen. Übersetzt von Otto Apelt. Unter Mitarbeit von Hans Günter Zekl neu herausgegeben sowie mit Vorwort, Einleitung und neuen Anmerkungen zu Text und Übersetzung versehen von Klaus Reich. 3. Auflage, Meiner, Hamburg 1998, ISBN 978-3-7873-1361-7.
- Rudolph Goclenius: Isagoge. Einführung in die Metaphysik. Königshausen & Neumann, Würzburg 2005.
- Rudolph Goclenius: Disputationen zur Natur-Wissenschaft (1592). Königshausen & Neumann, Würzburg 2007, ISBN 978-3-8260-3660-6.
- Rudolph Goclenius: Übungen zur Ethik. Exercitationes Ethicae (Marburg 1592). Königshausen & Neumann, Würzburg 2010.
- Rudolph Goclenius: Von Hexen und Weisen und sieben Künsten. Drei akademische Festreden gehalten an der Universität zu Marburg zwischen 1583 und 1598. Königshausen & Neumann, Würzburg 2012.

Johannes Scotus Eriugena: Periphyseon. De Divisione naturae. Erste deutsche Übersetzung. Königshausen & Neumann, Würzburg 2016, ISBN 978-3-8260-5953-7
- Nikolaus Kopernikus: Das neue Weltbild. Drei Texte: Commentariolus, Brief gegen Werner, De revolutionibus I. Im Anhang eine Auswahl aus der Narratio prima des G. J. Rheticus. Lateinisch–deutsch. Meiner, Hamburg 1990 (Philosophische Bibliothek, Bd. 300), Sonderausgabe 2006, ISBN 978-3-7873-1800-1.
- Martianus Capella: Die Hochzeit der Philologia mit Merkur. De nuptiis Philologiae et Mercurii. Königshausen & Neumann, Würzburg 2005. – Rez. von Julian Führer, in: H-Soz-u-Kult, 6. November 2006, online.
- Platon: Parmenides. Meiner, Hamburg 1972 (Philosophische Bibliothek, Bd. 279).
- Platon: Timaios. Meiner, Hamburg 1992 (Philosophische Bibliothek, Bd. 444), ISBN 3-7873-1040-1.
- Porphyrios: Einführung in die Kategorien des Aristoteles (Isagoge). In: Aristoteles: Kategorien, Hermeneutik (Organon, Band 2). Meiner, Hamburg 1998, ISBN 3-7873-1313-3, S. 153–188.
- Porphyrios aus Tyros: Gegen die Fleischesser. Leben des Pythagoras. Die homerische Nymphenhöhle. An Markella. Übersetzt und mit Anmerkungen versehen von Hans Günter Zeil. Durchgesehen und herausgegeben von Else Zekl. Königshauses & Neumann, Würzburg 2018.
- Proklos Diadochos: Kommentar zum platonischen Parmenides. Königshausen & Neumann, Würzburg 2010, ISBN 978-3-8260-4383-3.
- Petrus Ramus: Dialektik (1572). Mit Begleittexten. Königshausen & Neumann, Würzburg 2011, ISBN 978-3-8260-4513-4. – Rez. von Till Kinzel, in: Informationsmittel (IFB). Digitales Rezensionsorgan für Bibliothek und Wissenschaft 19, 2011, H. 3 online (PDF; 13 kB).
- Die Restauratio Coeli von Peurbach bis Rheticus. Die Kopernikanische Wende, dargestellt anhand von Schriften des Pariser Professors Pierre Gassendi. Übersetzt und mit Anmerkungen versehen von Hans Günter Zeil. Durchgesehen und herausgegeben von Else Zekl. Königshausen & Neumann, Würzburg 2018.